# Luise Ullrich
Pour les articles homonymes, voir Ullrich.
Aloisia Elisabeth Ullrich, dite Luise Ullrich, née le 31 octobre 1910 à Vienne et morte le 21 janvier 1985 à Munich, est une actrice autrichienne . 

## Biographie
Fille d'officier, elle commence à 14 ans une formation d'actrice à l'Académie de musique et des arts du spectacle de Vienne. En 1926, elle se produit pour la première fois à la Volksbühne de Vienne et un peu plus tard au Burgtheater. En 1931, elle s'installe à Berlin et intègre la Volksbühne Berlin, part peu de temps après au Staatstheater Berlin puis s'oriente vers le cinéma. Après quelques courts métrages, elle joue en 1932 aux côtés de Luis Trenker dans L'Héroïque embuscade. S'ensuivent des rôles dans Liebelei de Max Ophüls (1933), dans La Vie tendre et pathétique de Willi Forst (1933), Regine (1935), Vorstadtvarieté (1935), Schatten der Vergangenheit (1936 ), Ich liebe Dich (1938), Annelie (1941), Nachtwache (1949), Um Thron und Liebe (1955), Ein Student ging vorbei (1960) et le feuilleton télévisé Huit heures ne font pas un jour de Rainer Werner Fassbinder (1972). 
Elle est en outre l'auteure de plusieurs romans et de son autobiographie Komm auf die Schaukel, Luise (1973). En 1979, le Prix du film allemand lui décerne la Pellicule d'or en reconnaissance de l'ensemble de sa carrière. 
En 1942, Luise Ullrich épouse à Wulf-Diether Graf zu Castell-Rüdenhausen (1905-1980), pionnier de l'aviation et photographe. De leur union naissent deux filles. 
La tombe de Luise Ullrich est située dans le cimetière forestier de Grünwald, près de Munich. 

## Filmographie
- 1932 : L'Héroïque embuscade
- 1933 : Liebelei
- 1933 : La Vie tendre et pathétique
- 1933 : Heimkehr ins Glück
- 1933 : Der Flüchtling aus Chicago
- 1933 : Flück im Schloss
- 1934 : Zwischen zwei Herzen
- 1934 : Liebe dumme Mama
- 1935 : Regine
- 1935 : Vorstadtvariété
- 1935 : Das Einmaleins der Liebe
- 1935 : Viktoria
- 1936 : Schatten der Vergangenheit
- 1937 : Versprich mir nichts!
- 1938 : Ich liebe Dich
- 1938 : Der Tag nach der Scheidung
- 1940 : Liebesschule
- 1941 : Annelie de Josef von Báky
- 1942 : Der Fall Rainer
- 1944 : Nora
- 1945 : Kamerad Hedwig (inachevé)
- 1949 : Nachtwache
- 1949 : Die Reise nach Marrakesch
- 1953 : Vergiß die Liebe nicht
- 1953 : Regina Amstetten
- 1954 : Eine Frau von heute
- 1954 : Ihre große Prüfung
- 1955 : Ich weiß, wofür ich lebe
- 1955 : Um Thron und Liebe
- 1957 : Alle Wege führen heim
- 1958 : Ist Mama nicht fabelhaft?
- 1960 : Ein Student ging vorbei
- 1960 : Bis dass das Geld Euch scheidet …
- 1961 : Frau Irene Besser
- 1961 : Froher Herbst des Lebens (TV)
- 1961 : Filles perdues
- 1962 : Dôna Rosita bleibt ledig (TV)
- 1964 : Frau Warrens Gewerbe (TV)
- 1966 : Die gelehrten Frauen (TV)
- 1966 : Schöne Geschichten mit Mama und Papa (TV)
- 1968 : Zirkus meines Lebens (TV)
- 1970 : Dr. Meinhardt’s trauriges Ende (Der Kommissar)
- 1972/73 : Acht Stunden sind kein Tag
- 1981 : Bring’s mir bei, Celine (TV)
- 1984 : Bescheidenheit ist eine Zier (série  Geschichten aus der Heimat)

## Pièces radiophoniques
- 1946 : Gaslicht (d'après Patrick Hamilton ) - Réalisateur : Curt Hampe
- 1946 : Versprich mir nichts - Directeur : Hans Walter Binder
- 1947 : Geister, Gänger und Gesichter - Réalisateur : Harald Braun
- 1950 : Das Zauberbett (d'après Pedro Calderón de la Barca ) - Réalisateur : Wilm ten Haaf
- 1950 : Nocturno 1941 - Réalisateur : Friedrich-Carl Kobbe
- 1952 : Charlotte Löwensköld (d'après Selma Lagerlöf ) - Réalisateur : Rudolf Rieth
- 1953 : Der Chef kommt um sechs - Directeur : Hermann Wenninger
- 1953 : Wir ziehen um (Walter Netzsch) - Réalisateur : Kurt Wilhelm
- 1960 : Der Familienausflug - auteur et metteur en scène: Heinz von Cramer
- 1962 : Gäste aus Deutschland - Directeur : Fritz Schröder-Jahn
- 1964 : (Commande pour Quentin Barnaby) Aus den Tagebüchern eines Branddetektivs ; troisième épisode : Das Haus der Ella Martin - Réalisateur : Walter Netzsch

## Distinctions
- 1941 : Coupe Volpi pour Annelie
- 1963 : Bambi pour services rendus au cinéma allemand
- 1973 : Croix du mérite de Première Classe de la République fédérale d'Allemagne[2].
- 1979 : Pellicule d'Or pour l'ensemble de sa carrière.